# دیگو کنفالونیری
دیگو کنفالونیری (انگلیسی: Diego Confalonieri؛ زادهٔ ۱۱ آوریل ۱۹۷۹) شمشیرباز اهل ایتالیا است.